# Монашески орден
Монашески орден е общество от монаси, най-вече в католицизма, а от определено време и в някои протестантски деноминации, чиито членове спазват общ устав на абатството (манастира) и дават определени тържествени обети (в отличие от монашеските конгрегации, в които членовете им дават обикновени обети).
В Източнокатолическите църкви също има монашески ордени, напр. василиани (по името на Свети Василий Велики), и др.
В исляма съществуват дервишки ордени – тарикати.